# Manuel Vázquez Portal
Manuel Vázquez Portal (Morón, provincia de Ciego de Ávila, Cuba, 1951) es un poeta, escritor y periodista cubano conocido por su encarcelamiento en 2003.

## Biografía
Vázquez Portal es Licenciado en Filología por Universidad Central de Las Villas. Antes de su encarcelamiento, trabajó en una variedad de trabajos, incluyendo enseñar en la escuela secundaria, informar para los medios estatales y asesorar en el Ministerio de Cultura. Durante su paso por los medios gubernamentales, Vázquez Portal recibió tres premios oficiales, pero en 1995 fue expulsado por la Unión Nacional de Escritores y Artistas de Cuba (UNEAC) por expresar opiniones disidentes. En el mismo año, cofundó la prensa independiente Cuba Press. Fundó otra agencia de noticias independiente, Grupo de Trabajo Decoro, en 1998, trabajando allí durante los siguientes cinco años. Entre sus artículos se encontraban diversas críticas a la economía nacional y al sistema electoral.
Vázquez Portal está casado con Yolanda Huerga,  con quien tiene un hijo, Gabriel.

## Encarcelamiento
En marzo de 2003, el gobierno cubano lanzó una represión general conocida como la Primavera Negra de Cuba contra los disidentes, incluidos varios periodistas. Finalmente, 75 personas fueron detenidas, entre ellas Vázquez Portal.  El 4 de abril de 2004 fue condenado a 18 años de prisión por "poner en peligro la independencia de Cuba" a través de sus artículos y sus reuniones con funcionarios estadounidenses.
El encarcelamiento de Vázquez Portal fue condenado por varias organizaciones de derechos humanos, entre ellas Amnistía Internacional, que lo designó preso de conciencia,  y Reporteros sin Fronteras . A finales de 2003, el Comité para la Protección de los Periodistas le otorgó el International Press Freedom Award (Premio Internacional a la Libertad de Prensa), que reconoce a los periodistas que muestran valentía en la defensa de la libertad de prensa a pesar de enfrentar ataques, amenazas o encarcelamiento.  Vázquez Portal no pudo asistir a la ceremonia debido a su encarcelamiento.
Durante su encarcelamiento, Vázquez Portal llevó un diario improvisado en hojas de papel en blanco traídas por su familia. En junio de 2003, su esposa Huerga sacó de contrabando el diario de la prisión y compartió fotocopias con Associated Press. El diario hablaba de las malas condiciones, incluida la comida miserable, mosquitos y moscas constantes e infestaciones de ratas en las celdas.  Huerga también ayudó a fundar las Damas de Blanco, un grupo de protesta integrado por las esposas de disidentes encarcelados.
Según los informes, en agosto de 2003, Vázquez Portal se sumó a varios presos más en una huelga de hambre, tras lo cual el grupo fue dividido y trasladado a diferentes prisiones. Comenzó a sufrir de enfisema pulmonar y fue dado de alta por razones médicas en junio de 2004. Posteriormente emigró a los Estados Unidos con su familia, estableciéndose en Miami, Florida, donde Huerga continuó participando activamente en las protestas contra Fidel Castro.